# Бурхард VIII фон Мансфелд
Бурхард VIII (V) фон Мансфелд (на немски: Burchard VIII (V) von Mansfeld; Busso IV von Mansfeld; † 1392) е граф на Мансфелд-Кверфурт.

## Произход
Той е най-възрастният син на граф Гебхард IV фон Мансфелд-Кверфурт († 1382) и първата му съпруга Метхилд-Матилда фон Шварцбург-Бланкенбург, дъщеря на римско-немския крал Гюнтер XXI фон Шварцбург-Бланкенбург († 1349) и Елизабет фон Хонщайн († 1380).
Брат е на Гюнтер I фон Мансфелд († 1412), Хойер († 1383) и Гебхард († пр. 1390) и полубрат на Албрехт II († 1416) и Фолрад II († 1450).

## Фамилия
Бурхард VIII се жени ок. 1392 г. за принцеса Агнес II фон Брауншвайг-Люнебург (* пр. 1356; † 22 декември 1434), дъщеря на херцог Магнус II „Торкват“ фон Брауншвайг-Люнебург и Катарина фон Анхалт-Бернбург. Те имат една дъщеря:
- Матилда (* ок. 1375; † 1447), омъжена ок. 1392 г. за граф Фридрих XIV (XI) фон Байхлинген († убит 1426 в битката при Аусиг), родители на Фридрих III фон Байхлинген, архиепископ на Магдебург († 1464).

Агнес фон Брауншвайг-Люнебург се омъжва на 12 февруари 1396 г. за Алберт II фон Мекленбург, крал на Швеция († 1412).